# Columbia (Schiff, 1880)
Die Columbia war ein 1880 in Dienst gestelltes Passagierschiff der US-amerikanischen Reederei San Francisco and Portland Steamship Company. Am 21. Juli 1907 sank das Schiff nach einer Kollision mit einem Schoner vor der kalifornischen Küste nahe der Stadt Eureka. Dabei kamen 88 Menschen ums Leben.

## Das Schiff
Das 2722 Bruttoregistertonnen große Dampfschiff Columbia entstand auf der Werft John Roach & Sons in Chester im US-Bundesstaat Pennsylvania. Es wurde für die Oregon Railway and Navigation Company (OR&N) gebaut und lief am 24. Februar 1880 vom Stapel. Das 101 Meter lange und 11,7 Meter breite Schiff war aus Eisen gebaut und hatte vier Decks und einen einzelnen vierblättrigen Propeller. Die Columbia war eines der ersten Schiffe, das über einen elektrischen Generator zur Stromerzeugung verfügte. Im Mai 1880 wurde das Schiff fertiggestellt. Anschließend diente es im Passagier- und Frachtverkehr an der amerikanischen Westküste und pendelte zwischen San Francisco (Kalifornien) und Portland (Oregon). Für diese Strecke benötigte das Schiff weniger als zehn Stunden. In ihren 27 Dienstjahren führte die Columbia mehr als 400 Überfahrten auf dieser Route durch. Sie konnte insgesamt 382 Passagiere in der Kabinenklasse und dem Zwischendeck befördern. Die Besatzung bestand aus etwa 60 Personen.

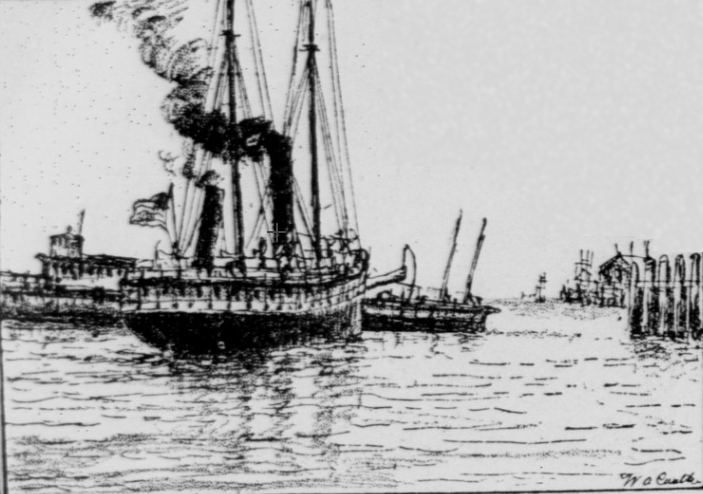
Kollision mit der Fähre Berkeley in San Francisco, 3. Oktober 1900

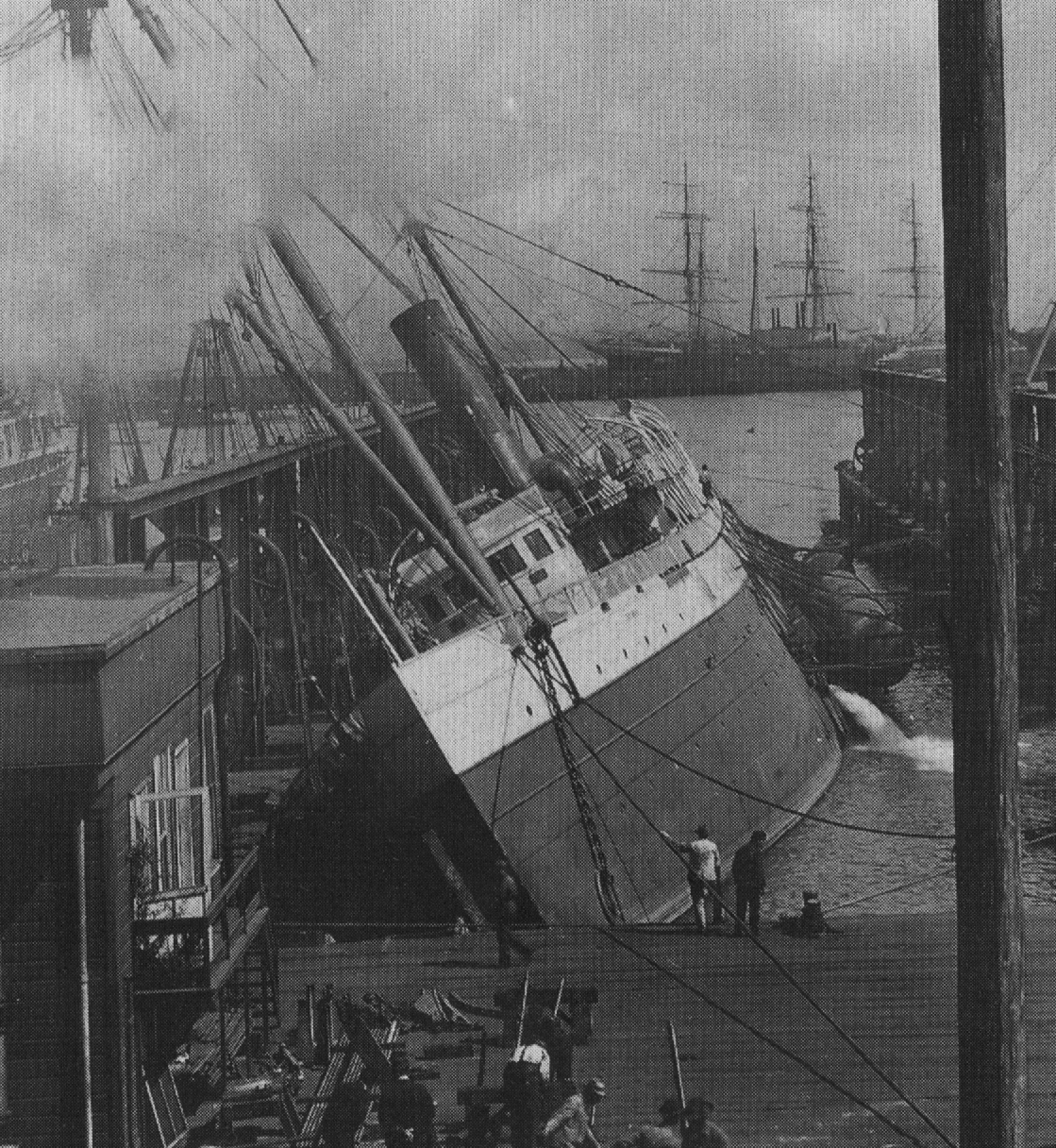
Die Columbia in den Union Iron Works nach dem Erdbeben von 1906

Im Jahr 1904 wurde die Oregon Railway and Navigation Company von der Union Pacific Railroad übernommen und in San Francisco and Portland Steamship Company umbenannt. Zu dem Zeitpunkt galt die Columbia bereits als veraltet. Während des San-Francisco-Erdbebens von 1906 lag die Columbia bei den Union Iron Works in San Francisco im Dock. Aufgrund des Erdbebens legte sich das Schiff auf die Seite und prallte gegen die Dockmauern. Die Schiffshülle wurde beschädigt und es drang Wasser in den Rumpf ein. Es dauerte etwa zwei Monate, um das Schiff notdürftig zu reparieren. Die endgültigen Instandsetzungsarbeiten sollten in Hunter’s Point stattfinden. Auf dem Weg dorthin verließ die Besatzung das Schiff, weil eine Dampfleitung explodierte. Erst im Januar 1907 war die Columbia wieder im Dienst.

## Das Unglück
Am Samstag, dem 20. Juli 1907 lief die Columbia unter dem Kommando von Kapitän Peter A. Doran in San Francisco zu einer weiteren Überfahrt nach Portland aus. An Bord waren 72 Besatzungsmitglieder und 129 Passagiere, davon 108 in der Kabinenklasse und 21 im Zwischendeck. Unter den Passagieren befanden sich viele Lehrer, die von einer Lehrerversammlung in Los Angeles zurückkehrten. Gegen Abend befand sich das Schiff auf der Höhe des Landvorsprungs Shelter Cove, als es in dichten Nebel geriet. Kapitän Doran ließ die Geschwindigkeit nicht verringern.

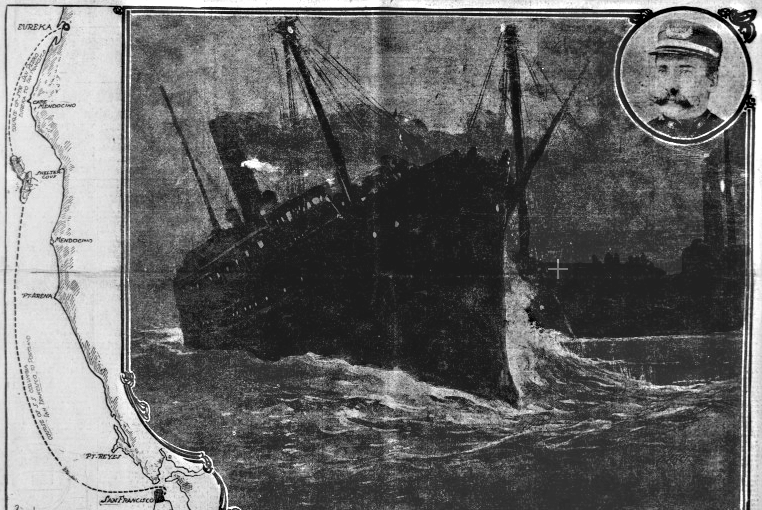
Darstellung der Kollision im San Francisco Call

Der Columbia näherte sich von Süden her der hölzerne Schoner San Pedro (457 t), der wenige Stunden zuvor unter dem Kommando von Kapitän Magnus Hanson mit einer Ladung von 390.000 Rotholz-Brettern in Eureka ausgelaufen war. Beide Schiffe ließen ihr Nebelhorn ertönen. Die Sichtweite war sehr gering. Der Erste Offizier Ben Hendricksen an Bord der San Pedro ließ die Geschwindigkeit seines Schiffs ebenfalls nicht reduzieren. Er ordnete lediglich eine leichte Wendung nach Steuerbord an, um seinem Schiff mehr Raum zu geben. Die beiden Schiffe kamen dadurch genau aufeinander zu. Etwa eine Viertelstunde nach Mitternacht am 21. Juli konnte der Ausguck der Columbia die San Pedro auf sich zukommen sehen. Auf beiden Schiffen wurde noch „volle Kraft zurück“ angeordnet, aber es war zu spät.
Wenige Minuten nach dem Sichtkontakt rammte die San Pedro die Steuerbordseite der Columbia. Die Kollision ereignete sich 12 Seemeilen südwestlich von Shelter Cove. Der hölzerne Bug des Schoners wurde durch die Wucht des Aufpralls abgetrennt. Durch die von Kapitän Doran angeordnete Rückwärtsbewegung löste sich die Columbia wieder von der San Pedro. Die Columbia neigte sich augenblicklich nach Steuerbord und begann über den Bug zu sinken. Zahlreiche Passagiere strömten in Nachtbekleidung an Deck. Als die Kommandobrücke unter Wasser geriet, erstarb die Schiffspfeife. Viele Passagiere sprangen über Bord. Kapitän Doran blieb bis zuletzt mit dem Ersten Offizier W. F. Whitney auf der Brücke. Mehrere Passagiere berichteten hinterher von seinen letzten Worten: „Auf Wiedersehen. Gott schütze euch“. Während des Untergangs kam es an Bord zur Kesselexplosion.
In den acht Minuten, in denen die Columbia sank, konnten nicht alle Rettungsboote zu Wasser gelassen werden. Sechs Boote und drei Flöße wurden von der Besatzung losgemacht und schwammen frei. Eines dieser Boote, in dem 18 Menschen saßen, erreichte ohne fremde Hilfe das Land. Mehrere Passagiere hatten ihre Schwimmweste falsch herum übergezogen und hatten dadurch Schwierigkeiten, ihren Kopf über Wasser zu halten. Der Dampfer Roanoke und das Küstenschiff George W. Elder trafen am Unglücksort ein und halfen bei der Bergung der Passagiere.
Von den 251 Passagieren und Besatzungsmitgliedern kamen 88 bei dem Untergang ums Leben, darunter Kapitän Doran sowie die meisten Frauen und sämtliche Kinder an Bord. Die beschädigte, aber noch schwimmfähige San Pedro wurde von der George W. Elder ins Schlepptau genommen und nach Eureka geschleppt.